# Пісня пісень (фільм, 2015)
«Пісня пісень» (рос. Песнь песней) — український історико-драматичний фільм, написаний та знятий Євою Нейман за однойменним ліричним твором єврейського письменника Шолом-Алейхема про міць дитячих почуттів. Світова прем'єра стрічки відбулась 5 липня 2015 року на кінофестивалі у Карлових Варах 2015, де картина була відзначена спеціальною згадкою екуменічного журі, а в Україні — 13 липня 2015 року на Одеському міжнародному кінофестивалі 2015, де взяла два «Золотих Дюка» у міжнародній і національній секціях. Також фільм був обраний для показу у секції «Сучасне світове кіно» на міжнародному кінофестивалі у Торонто 2015.

## Сюжет
У фільмі поетично показане єврейське містечко початку 20 століття, де живуть десятирічні Шимек і Бузя. Звичайно, вона — принцеса, а він — принц. Вони живуть у сусідніх палацах в одному дворі. Шимек починає усвідомлювати свої справжні почуття до Бузі тільки через роки, далеко від дому, коли дізнається, що вона виходить заміж за іншого.

## У ролях
- Аріна Постолова-Тігіпко — Бузя
- Арсеній Семенов — Шимек
- Карен Бадалов — батько Шимека
- Віталіна Біблів — мати Шимека
- Михайло Богдасаров — дядько
- Мілена Цибульська — юна Бузя
- Євгеній Коган — юний Шимек
- Альберт Філозов
- Марія Поліцеймако
- Михайло Векслер

## Виробництво
Режисер Єва Нейман, створюючи сценарій, скористалася прижиттєвим перекладом Шолом-Алейхема з їдиш російською мовою. Для відображення особливостей побуту 1920-х років і єврейської культури режисер їздила у Санкт-Петербург до експерта з семітології Семена Якерсона, а також консультувалася з дніпропетровським та одеським рабинами. Також у фільмі використана музика Аль Джонсона, Яші Хейфеца, Йосселя Розенблатта, Йосефа Хассіда.

### Знімання
Знімання почалося 3 травня 2014 року та проходило у Вилковому та Одесі.

## Сприйняття
Кінокритик Variety Гай Лодж дав високу оцінку фільму, підкресливши кропітку роботу команди над відтворенням атмосфери єврейського поселення початку 20 сторіччя. Він пише: «Всі елементи фільму Нейман виглядають надзвичайно реалістичними. Починаючи з декорацій, створених Геннадієм Поповим та Іллею Іову, котрі з точністю передають атмосферу того часу, закінчуючи талановитим підбором акторів Зінаїдою Мамоновою та Тетяною Мурлаковою, завдяки яким дорослішання та трансформації головних героїв показані так органічно. Лейпус, в свою чергу, майстерно поєднує натуралістичний та мальовничий стилі, тим самим підкреслюючи фантастичний світ, створений Шимеком». Як відзначив кінокритик Олександр Гусєв, відчуття приреченості почуття головних героїв «немовби нагадує про приреченість всього їх оточення, про неминучість катастрофи, явленої поки лише в своїх провісництвах, погромах, що вже стали звичною, невід'ємною частиною повсякденності».

## Визнання
| Нагороди та номінації фільму «Пісня пісень» | Нагороди та номінації фільму «Пісня пісень»          | Нагороди та номінації фільму «Пісня пісень» | Нагороди та номінації фільму «Пісня пісень» | Нагороди та номінації фільму «Пісня пісень» | Нагороди та номінації фільму «Пісня пісень» |
| Рік                                         | Нагорода                                             | Категорія                                   | Номінант                                    | Результат                                   |                                             |
| ------------------------------------------- | ---------------------------------------------------- | ------------------------------------------- | ------------------------------------------- | ------------------------------------------- | ------------------------------------------- |
| 2015                                        | Кінофестиваль у Карлових Варах                       | Приз екуменічного журі — Спеціальна згадка  | «Пісня пісень»                              | Перемога                                    |                                             |
| 2015                                        | Кінофестиваль у Карлових Варах                       | «Кришталевий глобус» за найкращий фільм     | «Пісня пісень»                              | Номінація                                   |                                             |
| 2015                                        | Одеський міжнародний кінофестиваль                   | Найкращий фільм                             | «Пісня пісень»                              | Перемога                                    |                                             |
| 2015                                        | Одеський міжнародний кінофестиваль                   | Найкращий український фільм                 | «Пісня пісень»                              | Перемога                                    |                                             |
| 2016                                        | Премія Національної спілки кінематографістів України | Найкращий ігровий фільм                     | «Пісня пісень»                              | Перемога                                    |                                             |